# Hamburg-Harburg
Harburg er en bydel i Bezirk Harburg i den tyske delstat Hamborg. Bydelen har 21.193 indbyggere (31.12.2006), et areal på 3,9 km² og en befolkningstæthed på 5.409 indbyggere pr. km².

## Historie
Der er fundet tegn på, at der har været beboelse i området helt tilbage til yngre stenalder. Omkring 1257 kom området i fyrsteslægten Welfs besiddelse under hertugdømmet Braunschweig-Lüneburg. I 1297 opnåede byen købstadslignende rettigheder. Under Napoleonskrigene oplevede byen at blive indtaget af forskellige magter, indtil den i 1810 blev annekteret af Frankrig. Allerede i 1813 kom byen imidlertid ind under Kongeriget Hannover og under Preussen i 1866. I 1938 blev byen underlagt Hansestadt Hamburg og mistede dermed sin selvstændighed. Under 2. verdenskrig blev distriktet bombarderet ligesom resten af Hamborg.
Den 27. marts 2006 blev byen ramt af en tornado, der forårsagede store skader på især havnearealet, og to kranførere døde.
53°27′33″N 9°58′58″Ø / 53.4593°N 9.9827°Ø